# Корсаевка
Корсаевка — село в Белинском районе Пензенской области России. Входит в состав Козловского сельсовета.

## География
Расположено в 6 км к северу от села Козловка, на левом берегу реки Ворона.

## Население
| 1782  | 1864  | 1877  | 1897  | 1911  | 1926  | 1930  |
| ----- | ----- | ----- | ----- | ----- | ----- | ----- |
| 656   | ↗1313 | ↗1507 | ↗1931 | ↗2236 | ↘1703 | ↗1762 |
| 1939  | 1959  | 1979  | 1989  | 1996  | 2002  | 2010  |
| ↘1397 | ↘920  | ↘707  | ↘690  | ↘660  | ↘556  | ↘469  |

Село является местом компактного расселения мордвы, которая составляет 70 % населения села.

## История
Основано в начале 18 в. крещенной мордвой из деревни Вороны. В 1754 г. построена церковь во имя Николая Чудотворца. Волостной центр Чембарского уезда. После революции центр сельсовета Поимского района. Центральная усадьба колхоза «Большевик», затем «Рассвет».